# Чхенкелі Акакій Іванович
Акакій Чхенкелі (груз. აკაკი ჩხენკელი; 1874; Хоні — 1959; Париж) — грузинський державний діяч та дипломат.

## Життєпис
Народився у 1874 році в місті Хоні Кутаїської губернії. Закінчив Київський університет, юридичний факультет. Після Києва продовжив навчання в Берліні та Лондоні.
З 1898 — брав участь у соціал-демократичному русі.
У 1911 — за революційну діяльність був висланий із Кавказу. Депутат IV Державної Думи Російської імперії.
У 1917 — член Організаційного Комітету РСДРП, згодом член Грузинської соціал-демократичної партії (м). Член ВЦВК 1-го скликання та Передпарламенту. Після Лютневої революції був членом Особливого Закавказького комітету.
З 09 квітня 1918 — голова уряду Закавказької Демократичної Федеративної Республіки.
З 26 травня 1918 по листопад 1918 — міністр закордонних справ Грузії.
З лютого 1921 по 1933 — посол Грузинської Демократичної Республіки у Франції.
З 1933 — після визнання Францією СРСР залишився в еміграції в Парижі.
5 січня 1959 — помер у Парижі.